# Winnertzia citrina
Winnertzia citrina är en tvåvingeart som först beskrevs av Jean-Jacques Kieffer 1888.  Winnertzia citrina ingår i släktet Winnertzia och familjen gallmyggor.
Artens utbredningsområde är Frankrike. Inga underarter finns listade i Catalogue of Life.